# Liste der italienischen Botschafter in Zypern
Die Liste der italienischen Botschafter in Zypern enthält die Botschafter der Italienischen Republik in Zypern.
| Name                                  | Amtszeit  |
| ------------------------------------- | --------- |
| Pietro Solari                         | 1961–1964 |
| Mario Battisti                        | 1964–1965 |
| Franco Bounous                        | 1965–1969 |
| Alessandro Capece Minutolo di Bugnano | 1969–1972 |
| Vittoriano Manfredi                   | 1972–1975 |
| Romano Rossetti                       | 1975–1978 |
| Giorgio Stea-Antonini                 | 1978–1981 |
| Ugo Toscano                           | 1981–1986 |
| Paolo Valfrè di Bonzo                 | 1986–1989 |
| Guido Rizzo Venci                     | 1989–1993 |
| Graziella Simbolotti                  | 1993–1997 |
| Francesco Bascone                     | 1997–2001 |
| Gherardo La Francesca                 | 2001–2005 |
| Luigi Napolitano                      | 2005–2009 |
| Alfredo Bastianelli                   | 2009–2013 |
| Guido Cerboni                         | 2013–2017 |
| Andrea Cavallari                      | seit 2017 |